# Géositte à bec court
Geositta antarctica
Espèce
Statut de conservation UICN

 LC  : Préoccupation mineure
La Géositte à bec court (Geositta antarctica) est une espèce de passereau de la famille des Furnariidae.

## Répartition
Cet oiseau niche dans le sud de la Patagonie (son aire d'hivernage s'étend jusqu'à la province de Mendoza).

## Habitat
Elle habite les prairies tempérées.